# Конгрегация (серия книг)
Конгрегация (Инквизитор) (от лат. congregatio — союз, соединение; и лат. inquīsītiō — «следствие с применением пыток») — цикл книг Надежды Поповой, состоящий на данный момент[какой?] из восьми томов. Тома 1—4 издавались издательством «АСТ» под общим названием «Конгрегация». Тома были 1—7 переизданы под общим названием «Инквизитор». Восьмой том («Тьма века сего») был опубликован электронно в 2020 году. Девятый, пока не дописанный том, станет книгой последней в цикле.

## Вселенная
Из аннотации к циклу:
Европа XIV века. История пошла другим путём. Одиозный «Молот ведьм» был создан на полтора века раньше, чем в реальной истории; Инквизиция появилась на сотню лет раньше, чем соответствующая организация в нашем мире. Раньше появились и её противники, возмущенные методами и действиями насквозь коррумпированной и безжалостной системы. Однако существование людей, обладающих сверхъестественными способностями, является не вымыслом, а злободневным фактом, и наличие организации, препятствующей им использовать свои умения во зло, все-таки необходимо.

Пока католический мир пытается решить эту проблему или же попросту игнорирует её, в Германии зарождается новая Инквизиция. Конгрегация по делам веры Священной Римской Империи создает особую академию, чьи ученики наряду с богословскими премудростями постигают азы следовательской науки, психологии и искусства ведения боя. Инквизиторы «старой гвардии» повсеместно заменяются выпускниками академии, работающими уже на основе иных знаний, убеждений и целей — Конгрегация борется с настоящими ведьмами и колдунами, потому что нечисть в мире действительно существует.

## Сюжет (сквозной)
Действие происходит в альтернативной Германии XIV века, в мире, где действительно существуют сверхъестественные создания (боги, стриги, ликантропы, малефики) и явления. Цикл рассказывает о жизни и службе Курта (Игнациуса) Гессе, инквизитора, выпускника академии святого Макария. Он начинает службу следователем самого низшего, четвёртого ранга и благодаря нескольким серьёзным расследованиям быстро поднимается по служебной лестнице, доходя до ранга «следователь с особыми полномочиями» и «агент Совета Конгрегации».

## Список книг
1. «Ловец человеков» (2013)
2. «Стезя смерти» (авторское название «По делам их») (2013)
3. «Пастырь добрый» (2013)
4. «Ведущий в погибель» (2013)
5. «Природа зверя» (авторское название «Natura bestiarum») с рассказом-приквелом «Ради всего святого» (2014)
6. «Утверждение правды» (2015)
7. «И аз воздам» (2016)
8. «Тьма века сего» (электронная публикация, 2020)

## История публикаций
«Ловец человеков» — первый из серии «Конгрегация» — писательница разместила на сайте современной литературы «Самиздат». Через некоторое время там же она разместила ещё три книги серии — «Стезя смерти», «Пастырь добрый» и «Ведущий в погибель». Книги были «украдены» пользователями пиратского сайта «Флибуста», после чего и начался их подъём в рейтингах. В списке рекомендаций «Флибусты» книги серии «Конгрегация» быстро вышли на лидирующие позиции, получили множество положительных отзывов. К настоящему времени на одной только «Флибусте» книги серии «Конгрегация» прочитаны более 250 тысяч раз (статистика видна зарегистрированным пользователям).
В 2012 году на слете фантастов «Роскон» на рукопись Поповой обратил внимание редактор издательства «АСТрель» Вячеслав Бакулин. В 2013 вышла первая книга серии «Ловец человеков», в этом же году были изданы «Стезя смерти», «Пастырь добрый» и «Ведущий в погибель». Роман «Ловец человеков» в 2014 году удостоился номинации на престижную премию «Интерпресскон». В этом же году редактор «АСТрель» Бакулин перешел в крупнейшее отечественное издательство АСТ, «забрав» с собой права на издание книг Поповой. АСТ решило перезапустить серию «Конгрегация» под новым названием — «Инквизитор». С 2014 года в этой серии были последовательно изданы семь книг Поповой.
Надежда Попова известна своей лояльной позицией по отношению к так называемым «пиратским библиотекам», регулярно озвучиваемой в личном блоге. Писательница считает, что это лишь помогает раскручивать книги. Опираясь на свой личный опыт, Попова отмечает, что без «Флибусты» путь её книг к читателю стал бы более сложным.

## Отзывы и критика
Критика встретила книги Поповой, в целом, положительно. Директор Российской Государственной Библиотеки Александр Вислый в интервью газете Известия отметил цикл «Конгрегация» как пример качественного отечественного фэнтези. Известный отечественный писатель-фантаст Сергей Лукьяненко в своей рецензии отметил:
…этот цикл отличается в первую очередь тем, что города здесь средневековые, а фэнтези — мало. :) Да-да, схваток немного, зато много расследований и описаний старой Германии… да не Германии ещё, а разрозненных княжеств, только соединяющихся в целое. Зато много размышлений о жизни, добре и зле, расследований, латыни (многих это пугает, хотя добрый автор и дает перевод — а я бы не дал :)). Мне трудно судить, насколько правдоподобно описана средневековая Германия. Возможно разбирающийся в своей истории немец будет хохотать, как смеемся мы, читая про развесистую клюкву и водку из кипящего самовара. А может быть и нет. Для меня, во всяком случае, мир был вполне правдоподобен...
15 сентября 2019 года журнал «Дилетант» вручил циклу «Конгрегация» «Премию тетушки Агаты» за лучший исторический детектив. Размер премии составил 1 000 000 рублей.
Были и не столь хвалебные отзывы. Так, один из критиков журнала Мир Фантастики, Андрей Зильберштейн, в своей статье отметил, что «Конгрегация» — постмодернисткий фэнтези-детектив в антураже альтернативно-исторического псевдосредневековья, спорный, но заставляющий читателя включить мозги. Другой критик, Станислав Бескаравайный из журнала DARKER, тоже упоминает мистический детектив в средневеком антураже, при этом рассуждая о безжалостной справедливости и идеях обоснованных репрессий.